# HLPK Lentiskerho
HLPK Lentiskerho är en volleybollklubb (damer) från Tavastehus, Finland. Klubben har funnits med sitt nuvarande namn sedan 2018, men verksamheten har funnits i olika organisationer sedan 1993. Då grundades volleybollklubben som Tarmo Volley Hämeenlinna. Dess elitlag använde från 2004 namnet Vanajan Racing Club av sponsorsskäl. Klubben gick 2009 samman med ishockeyklubben HPK Naisten (både herr- och damverksamhet), med vilken den var en klubb mellan 1 januari 2009 och 2018. Klubben hade förutom volleyboll även ishockey på programmet. Då klubbens damishockeylag lades ner fick bara herrishockeylaget behålla HPK-namnet, varför volleybollverksamheten åter blev en egen klubb, nu med nytt namn.
Under de olika namnen har klubben totalt vunnit tio finska mästerskap (2000, 2001, 2002, 2003, 2005, 2006, 2007, 2008, 2016 och 2018.